# Fernando Carreño
Fernando Carreño, vollständiger Name Fernando Carreño Colombo, (* 15. Januar 1979 in Montevideo) ist ein ehemaliger uruguayischer Fußballspieler.

## Karriere

### Verein
Carreño, der auch die italienische Staatsangehörigkeit besitzt, gehört 1997 dem Club Atlético Peñarol an.
1998 stand er in Reihen von River Plate Montevideo. Von 1999 bis 2000 kehrte er zu Peñarol zurück. 2001 wechselte er das erste Mal ins Ausland zu Qingdao Yizhong Hainiu in China. Für die Chinesen absolvierte er elf Ligaspiele (kein Tor). Danach kehrte er in die Heimat zurück und spielte das Torneo Clausura 2001 erneut für Peñarol. Er folgte 2002 eine Station bei Villa Española. Dort unterschrieb er allerdings erst frühestens in der zweiten Septemberhälfte 2002. Zuvor war er ohne Arbeitgeber. Sein dortiger Vertrag endete am 31. Dezember 2002. Anschließend reiste er nach Europa und trainierte bei Santiago de Compostela mit. Ein Vertragsschluss scheiterte aber aus wirtschaftlichen Gründen. Im August 2003 wurde schließlich doch sein Wechsel nach Spanien vermeldet. Er unterschrieb für eine Saison mit Verlängerungsoption bei CD Logroñés, das sich eine Kaufoption sicherte. Allerdings war der Spieler nicht ausgeliehen, da er als sogenannter freier Spieler im Besitz seines Spielerpasses war. Bei den Spaniern debütierte er am 12. Oktober 2003 beim 2:2 gegen Calahorra mit einem Startelfeinsatz in der Segunda B. Bis zu seinem letzten Einsatz für den Klub am 9. November jenes Jahres bestritt er drei Ligaspiele. Ein Tor schoss er nicht. Sodann war er spätestens ab Ende April 2004 Spieler des uruguayischen Klub Sud América. In der Apertura der Zweitligaspielzeit 2004 erzielte er dort zwei Ligatore. Im gleichen Jahr ging er in die Schweiz zu den Young Boys Bern, für den er in der Saison 2004/05 drei Treffer bei 25 Ligaeinsätzen erzielte. 2005 zog er weiter zum FC Aarau. Dort weist die Statistik bis 2007 45 absolvierte Ligapartien und zwei Tore für ihn aus. 2007 wechselte Carreño nach Österreich und unterschrieb einen Vertrag beim SCR Altach, den er 2009 nach drei Toren in 27 Spielen verließ. Ein während dieses Engagements im Juni 2008 vermeldeter Wechsel zum argentinischen Klub Godoy Cruz kam offenbar nicht zustande. Schließlich kehrte er in seine Heimat zurück und unterschrieb bei uruguayischen Erstligisten Cerro einen Vertrag. Für die Montevideaner absolvierte er in der Spielzeit 2009/10 allerdings lediglich ein Spiel in der Primera División.

### Nationalmannschaft
Carreño gehörte der uruguayischen U-17-Auswahl an. Er war Teil des uruguayischen Aufgebots bei der U-20-Südamerikameisterschaft 1997 in Chile. Im Verlaufe des Turniers wurde er von Trainer Víctor Púa viermal (kein Tor) eingesetzt. Auch gehörte er der uruguayischen Junioren-Nationalmannschaft an, die 1999 an der U-20-Südamerikameisterschaft in Argentinien teilnahm und den zweiten Platz belegte. Er nahm mit der uruguayischen U-20-Nationalmannschaft zudem an der U-20-Fußball-Weltmeisterschaft 1999 in Nigeria teil, bei der die Celeste den 4. Platz erreichte. Zu seinen dortigen Mitspielern zählten unter anderem Diego Forlán, Diego Pérez und Ernesto Chevantón. Im WM-Turnier bestritt er sieben Länderspiele (kein Tor).

### Erfolge
- Junioren-Vize-Südamerikameister 1999